# Pfarrkirche St. Michael (Wegenstetten)

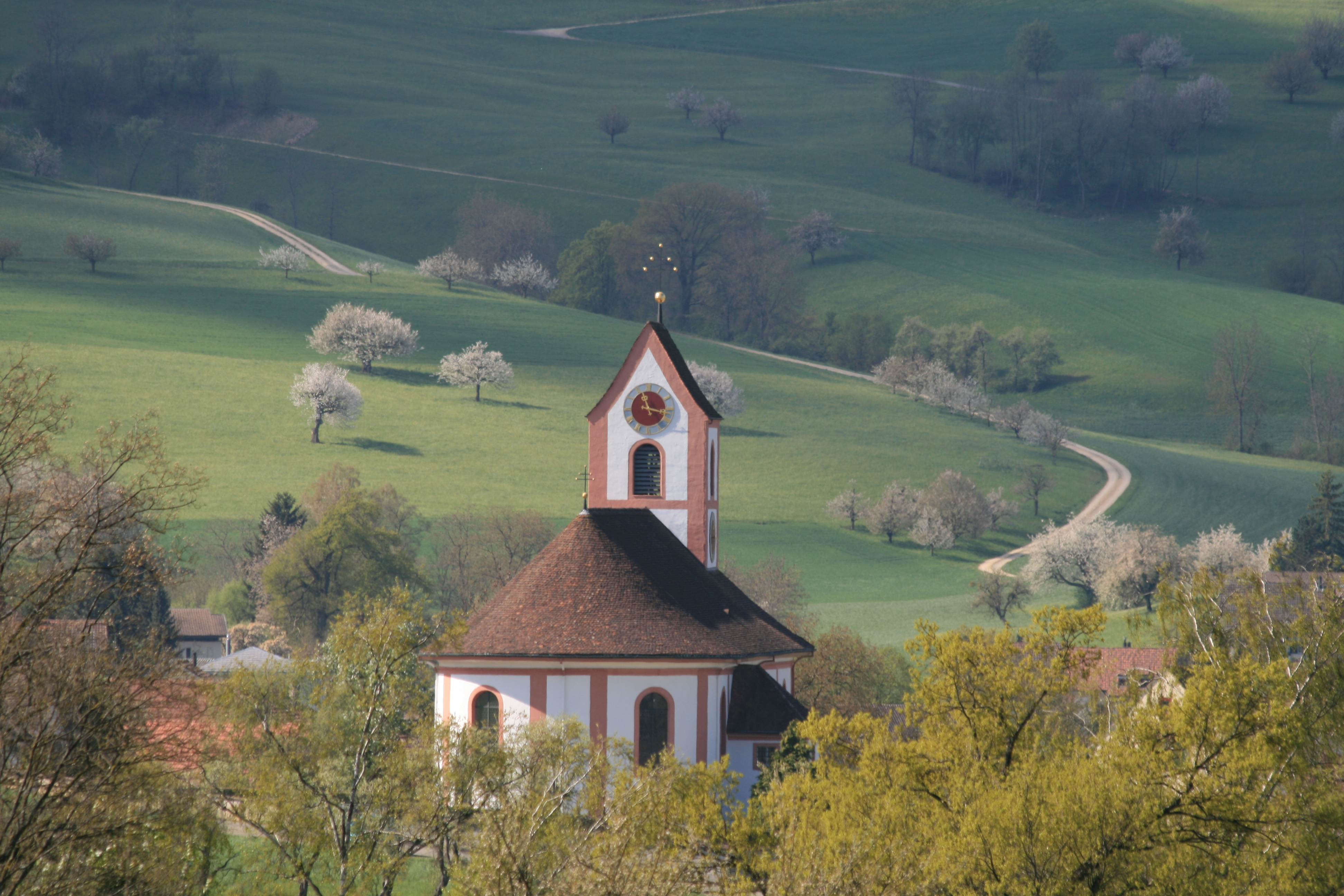
Pfarrkirche St. Michael

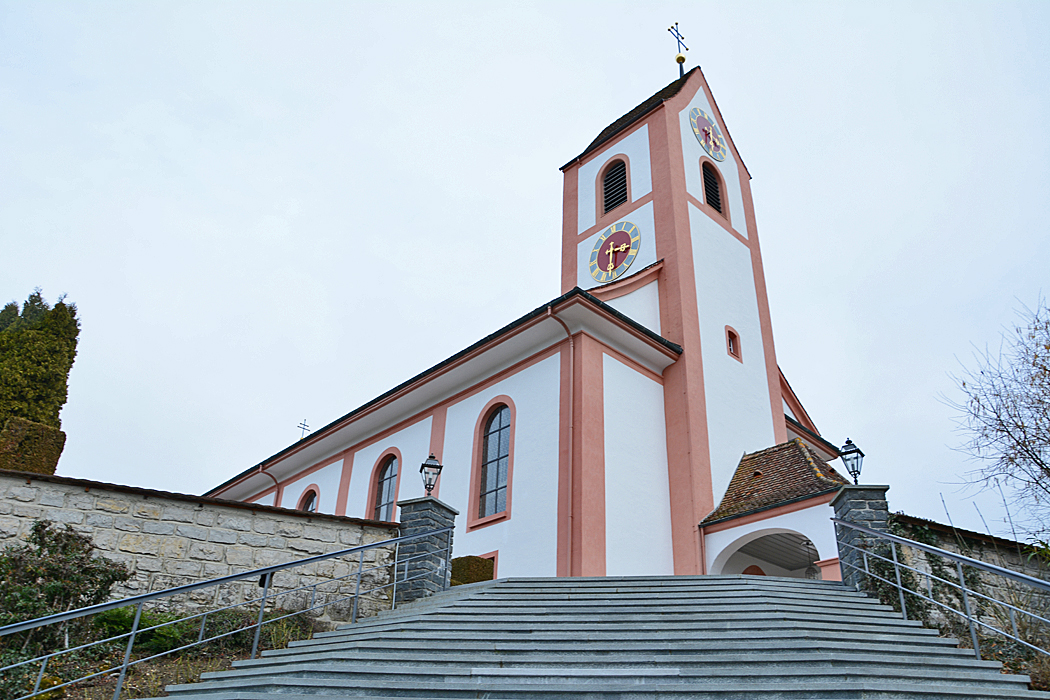
Treppe und Kirchturm

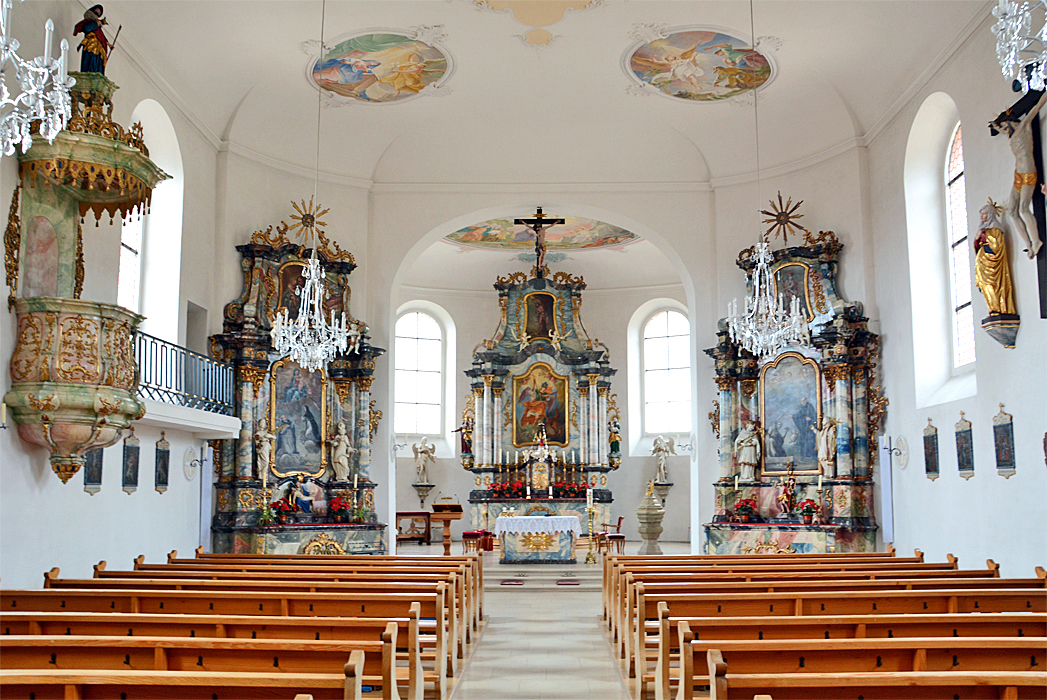
Blick zum Chor

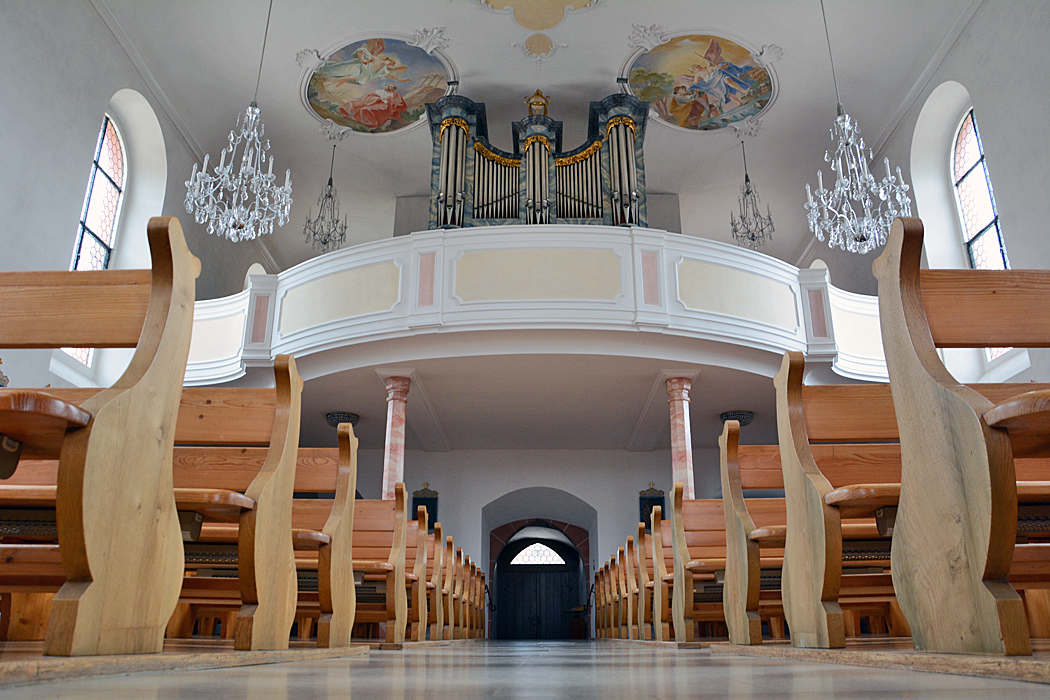
Empore mit der Callinet-Orgel

Die Pfarrkirche St. Michael ist die römisch-katholische Pfarrkirche von Wegenstetten im Kanton Aargau. Die dem Erzengel Michael geweihte barocke Kirche entstand 1741 nach einem Entwurf von Johann Caspar Bagnato, der Kirchturm stammt aus dem späten 15. Jahrhundert.

## Geschichte
Grabungen in den Jahren 1947 bis 1949 brachten Überreste einer Vorgängerkirche zum Vorschein, die im 10. Jahrhundert entstanden sein könnte. Der heute noch bestehende spätgotische Kirchturm war das jüngste Element dieses Gebäudes und an dessen Westfront angegliedert; er wird auf das Jahr 1487 datiert. Die im Jahr 1246 erstmals erwähnte Pfarrei war eine Gründung des Stiftes Säckingen und umfasste von Anfang an auch den Ostteil von Hellikon. 1788 gelangte auch der westliche Teil Hellikons, der zuvor zur Pfarrei Zuzgen gehört hatte, zur Pfarrei Wegenstetten.
Wegen Platzmangels und Baufälligkeit beschloss das Stift den Neubau der Kirche und schloss 1741 einen Vertrag mit dem bekannten Architekten Johann Caspar Bagnato. Es wurde vereinbart, den Kirchturm stehen zu lassen. Aufgrund mangelnder Geldmittel verzögerte sich die Ausstattung der Kirche massiv. Erst 20 Jahre später erhielt sie neue Altäre; ausserdem erhöhte man den Turm so weit, dass die Glockenstube den First des Langhauses überragte. 1843 erhielt die Kirche eine Callinet-Orgel, die auf der zuvor vergrösserten Empore installiert wurde.
Als sich 1878 während des Kulturkampfes die Christkatholiken abspalteten und einen beträchtlichen Teil des Pfarreivermögens für sich beanspruchten, wurde kaum noch in den Unterhalt der Kirche investiert und das Gebäude fing an zu verwahrlosen. Erst 1944 konnte eine Einigung erzielt werden, als die Christkatholiken gegen Entschädigung auf ihr Miteigentumsrecht verzichteten. Daraufhin erfolgte von 1947 bis 1949 eine umfassende Sanierung, bei der man auch das Geläut durch ein neues der Aarauer Giesserei H. Rüetschi ersetzte. Im Rahmen der Gesamtrenovation in den Jahren 1984 bis 1988 malte Karl Manninger die noch leer gebliebenen Deckenfelder aus, ausserdem schuf er ein neues Hochaltarblatt.

## Bauwerk
Die Kirche steht auf einer Geländeterrasse am östlichen Dorfrand und ist von einem Friedhof umgeben. Der Kirchturm ist in die Westseite des Baukörpers integriert und tritt nur wenig aus der Fassade hervor. Dem Turm vorgelagert ist eine auf drei Seiten offene Vorhalle mit Pfeilerbögen. Durch diese gelangt man zum Hauptzugang, einem Spitzbogenportal im Turmschaft. Das rechteckige Langhaus und der daran anschliessende Chor, der als elliptischer Zentralbau ausgeführt ist, sind gleich breit. Rot eingefasste Rundbogenlichter gliedern die Seitenwände, die leuchtend rote Bemalung von Gesimsen und Lisenen wurde erst im mittleren 19. Jahrhundert ausgeführt und 1985 rekonstruiert. Ein Satteldach fasst Langhaus und Chor einheitlich zusammen, der Turm besitzt vier rot-grau-goldene Uhrblätter und ein weiteres Satteldach.
Im Innern beleben Régence-Stuckaturen, die möglicherweise aus dem Umkreis von Francesco Pozzi stammen, die Deckenflächen. Sie zeigen alt- und neutestamentliche Szenen, deren gemeinsames Leitmotiv Engelserscheinungen sind. Der Hochaltar zeigt im Hauptblatt den Kirchenpatron als Drachentöter. Die hellgrün getönte Kanzel ist seit dem 19. Jahrhundert über eine Passarelle von der Sakristei her zugänglich; sie wird von fallenden Voluten gegliedert und ist mit goldenen Rocaillen und Heckenröschen besetzt.